# Grand Magus
Grand Magus est un groupe suédois de heavy metal, originaire de Stockholm.

## Biographie

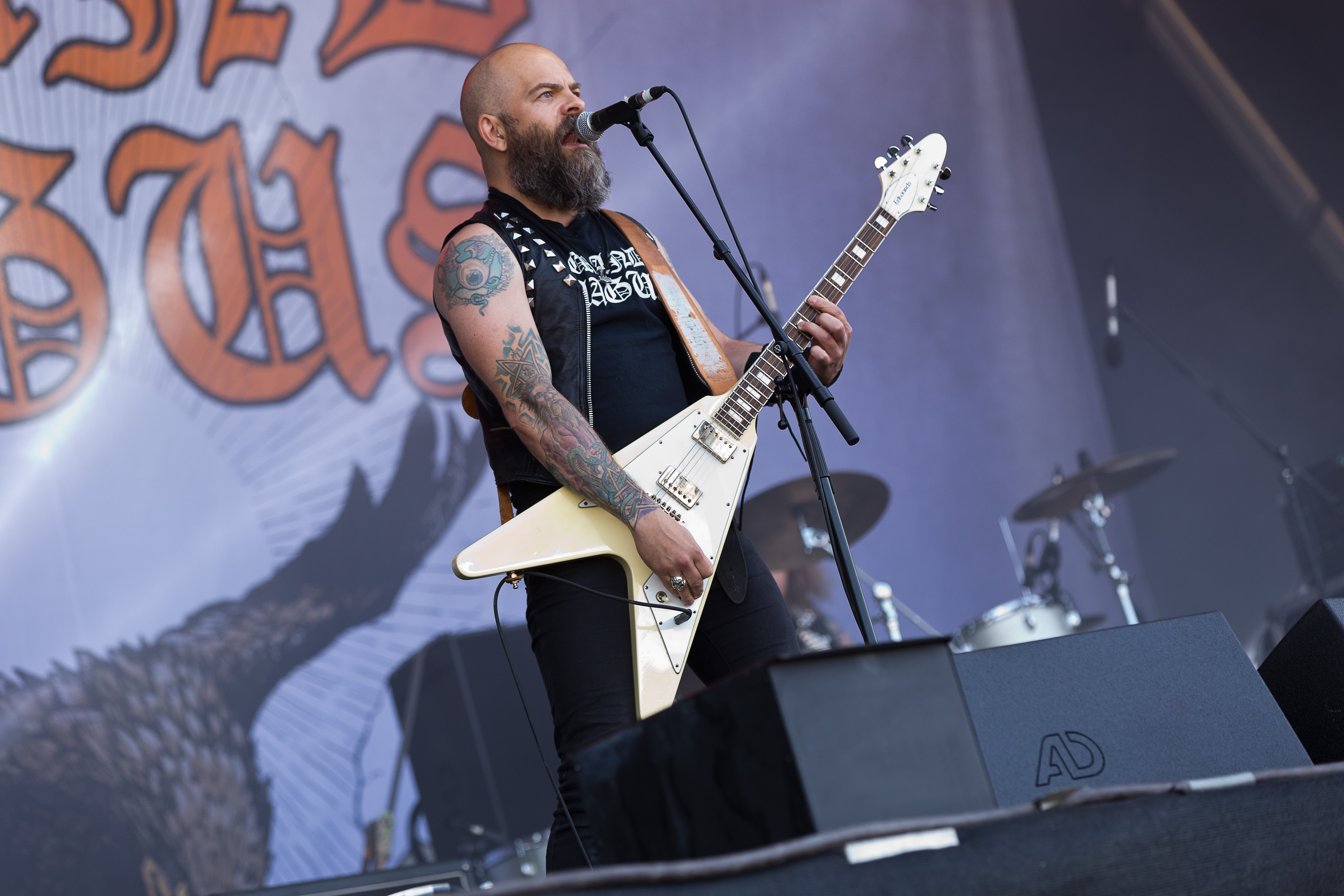
Janne JB Christoffersson au Rockharz Open Air, en 2016.

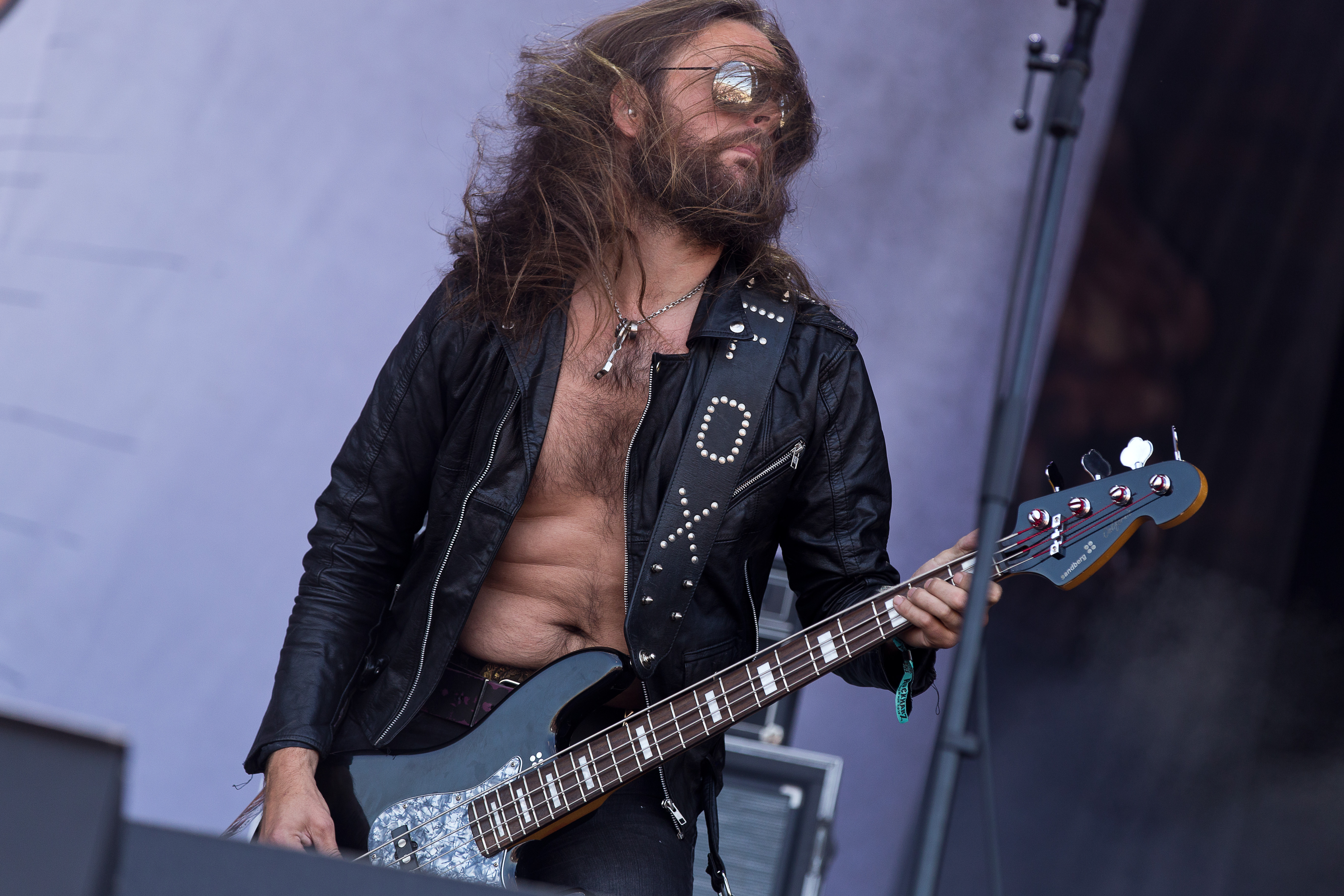
Mats Fox Hedén Skinner au Rockharz Open Air, en 2016.

Grand Magus est formé par le chanteur Janne « JB » Christoffersson, ancien Cardinal Fang et Spiritual Beggars, et le bassiste Fox Skinner. Ils ont rapidement fait équipe avec le batteur Fredrik « Trisse » Liefvendahl et enregistrent une démo de trois pistes. Cet enregistrement conduit à une apparition sur la compilation Waterdragon Records, Greatest Hits Vol 1 (2000) puis à un split avec Spiritual Beggars sur Southern Lord Records.
Le groupe publie son premier album, Grand Magus, publié le 5 novembre 2001 sur Rise Above Records. L'album est orienté doom metal. Il est suivi par deux autres albums, Monument le 25 novembre 2003, et Wolf's Return le 14 juin 2005. À cette période, le groupe s'oriente progressivement vers le heavy metal, mais retenant la partie groove et les racines stoner. Au début de 2006, Grand Magus se lance dans une tournée européenne avec Cathedral, et Electric Wizard.
Trisse quitte le groupe en 2006. Sebastian « SEB » Sippola est donc recruté à la batterie et Grand Magus sort son quatrième album, Iron Will, le 9 juin 2008 sur Rise Above Records avant que le cinquième, Hammer of the North, ne soit publié par Roadrunner Records en 2010. Publié le 21 juin 2010, Hammer of the North est le plus gros succès dans l'histoire du groupe, cité dans les magazines German Hard Rock et Metal Hammer. Il atteint également la 42e place des classements allemands menant ainsi le groupe à jouer aux côtés du groupe légendaire Mötorhead et de la chanteuse Doro.
SEB annonce son départ en avril 2012 afin de rester auprès de sa famille. Ludwig « Ludde » Witt (Spiritual Beggars, Shining) rejoint Grand Magus juste avant la sortie de The Hunt en mai sur Nuclear Blast.
En février 2016, ils annoncent l'arrivée de leur huitième album studio, Sword Songs, pour le 13 mai sur le label Nuclear Blast. Enregistré et produit par Nico Elgstrand au studio Supa de Stockholm, sa pochette est réalisée par Anthony Roberts. Christoffersson le décrit comme « plus rapide, plus agressif que le précédent, mais avec des composantes plus extrêmes et plus hard également ».

## Membres

### Membres actuels
- Janne « JB » Christoffersson - chant, guitare (depuis 1996)
- Fox Skinner - basse, chœurs (depuis 1996)
- Ludwig « Ludde » Witt - batterie (depuis 2012)

### Anciens membres
- Fredrik « Trisse » Liefvendahl - batterie (1996-2006)
- Sebastian « SEB » Sippola - batterie (2006-2012)

## Discographie

### Albums studio
- 2001 : Grand Magus
- 2003 : Monument
- 2005 : Wolf's Return
- 2008 : Iron Will
- 2010 : Hammer of the North
- 2012 : The Hunt
- 2014 : Triumph and Power
- 2016 : Sword Songs
- 2019 : Wolf God
- 2024 : Sunraven

### EP
- 2001: Split

## Vidéographie

### Clips
- 2010 : Hammer of the North, tiré de Hammer of the North, dirigé par Patric Ullaeus
- 2010 : At Midnight They Get Wise, tiré de Hammer of the North, dirigé par Patric Ullaeus